# Sint-Martens-Latem
Sint-Martens-Latem és un municipi de Bèlgica, situat al Leie a la província de Flandes Oriental, que forma part de la regió flamenca. L'1 de setembre 2009 tenia uns 8.294 habitants.

## Història

Església de Sint-Martens-Latem

El primer esment escrit de Deurle («Durle») data del 1114. El nom provindria de dos mots del neerlandès medieval que signifiquen camps pobres (dor) i bosc (lo). Latem data dels segles V-VII. El nom prové del mot «laat» (català: masover, persona semi-lliure) i «hem» (català: poble). El Sant Martí va afegir-se al nom al segle xvi per a distingir-lo dels pobles de Sint-Maria-Latem i Paulatem.
Fins a l'adveniment dels artistes a la fi del segle xix, els dos pobles rurals tenien poca història: sovint els exèrcits van campar-hi durant els setges de Gant. Van trobar-se uns artefactes romans, però l'habitació permanent data de més tard. Els primers esments de les esglésies daten de 1121. A l'edat mitjana, els pobles actuals depenien de diverses senyories, del comte de Flandes i dependències de les abadies Sint Bavo i Sint Pieters de Gant.
El 1578, els exèrcits francesos, en tornar de l'ocupació de Menen van malmetre la regió. Durant la guerra dels aliats francesos i de la República de les Set Províncies Unides contra l'ocupació espanyola ambdós exèrcits (l'espanyol i els aliats) van pillardejar i malmetre els pobles prop de Gant. Durant la segona meitat del segle xvii, seran els exèrcits de Lluís XIV que esguerraran els pobles. Això va continuar durant tot el segle xviii, fins a l'annexió a França del comtat de Flandes per a les tropes revolucionàries el 1792. El 1794 les subdivisions feudals i el sistema fiscal de l'antic règim van abolir-se i els dos municipis amb les fronteres administratives actuals van crear-se. El 1815, el territori fa part del Regne Unit dels Països Baixos i des de 1830 de Bèlgica.
A la fi del segle xix, l'escultor George Minne va descobrir la bellesa romàntica del poble rural al marge del Leie i va decidir de"establir-s'hi. Molts artistes van seguir-lo i crear així els dos «pobles d'art» i les diverses «escoles» de Latem. Més tard, la burgesia opulent de Gant va descobrir al seu torn l'encant del paisatge i omplir-lo amb construccions. Avui, el paisatge, les cases d'artistes d'antany que van transformar-se en museus i les moltes galeries d'art atreuen molts turistes i passejants del diumenge.

## Geografia

Mapa del municipi
I: Sint-Martens-Latem
II: Deurle
en blau: el Leie

El municipi és el resultat de la fusió a l'1 de gener de 1977 de Sint-Martens-Latem (I al mapa) i de Deurle (II al mapa), situat a la plana al·luvial del riu Leie.

### Evolució demogràfica
- Fony:NIS
- 1977: annexió de Deurle (+5,43 km² i 2163 habitants)

## Museus i curiositats

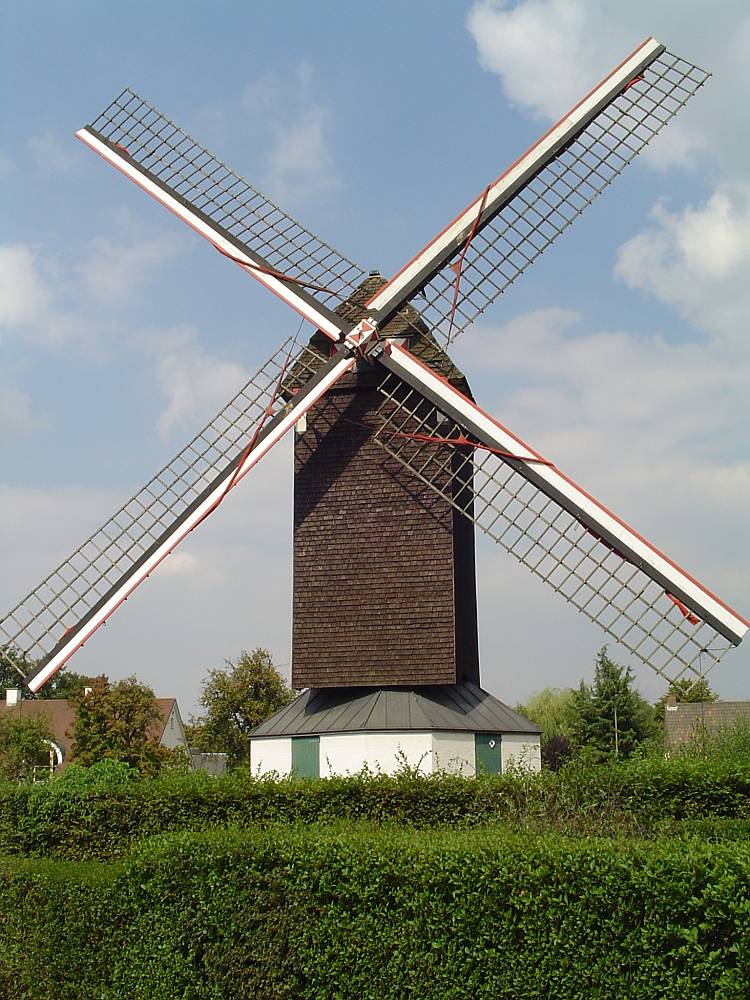
El molí de Latem

- El molí de Latem
- Museu municipal Gevaert-Minne
- Museu municipal Gust De smet
- Museu fundació Dhondt-Dhaenens
- Museu Leon De Smet

## Fills predilectes de Sint-Martens-Latem
- Leo Baekeland – inventor de la baquelita
- Dimitri Castelein - poeta
- Frank Comhaire – científic
- Luc-Peter Crombé - pintor
- Luc Daels - artista
- Berten de Bels – poeta, actor, director
- Dick De Gryse - pintor
- Sabine De Vos - escriptora
- Vic Dooms- pintor
- Walter Godefroot - ciclista
- Albert-Fernand Haelemeersch – escriptor i crític d'art
- Rony Heirman - fotògraf
- Marcel Maeyer – artista plàstic
- George Minne - dibuixant, escultor
- Richard Minne - poeta
- Constant Permeke - pintor
- Fons Roggeman - pintor
- Jan Schepens - actor
- Albert Servaes - pintor
- Albijn Van den Abeele - pintor
- Raf Van den Abeele – burgmestre i historiador
- Frits Van den Berghe - pintor
- Gustave van de Woestijne - pintor
- Teresa Van Marcke – lingüista - pintor
- Gisela Vansteenkiste - poeta
- Lea Vanderstraeten- pintor
- Karel van de Woestijne - escriptor
- Jef Wauters - pintor
- Rudolf Werthen – músic
- Maarten Westenrode - poeta
- Niels William - cantant

1. ↑  «Registre de la població belga». Arxivat de l'original el 2009-10-07. [Consulta: 15 novembre 2009].